# Zastava Maršalovih Otoka
Zastava Maršalovih Otoka je usvojena 1. svibnja 1979. godine proglašenjem nezavisnosti ove države.
Maršalovi Otoci su bili dio Starateljskog područja Pacifičkih Otoka kojim su upravljale Sjedinjene Američke Države. Od osamostaljivanja ima zastavu sličnu drugim državama koje su nastale raspadom Starateljskog područja. Zastava Maršalovih Otoka sastoji se od dijagonalne dvobojne trake koja predstavlja ekvator, bijele trake koja predstavlja izlazak Sunca i mir, i žute trake koja predstavlja zalazak Sunca i hrabrost. Iznad trake nalazi se zvijezda s 24 kraka koja predstavlja ovo otočje na sjevernoj polutci. Svaki od krakova zvijezde predstavlja jedan okrug, a četiri produžena vrha predstavlja najveće gradove: Majuro, Jaluit, Wotje i Ebeye.

## Bivše zastave
- Zastava Starateljskog područja Pacifičkih Otoka, korištena od 1965. do 1979.
- Zastava Ujedinjenih naroda, korištena od 1947. do 1965.
- Zastava Sjedinjenih Američkih Država, korištena od 1944. do 1986.

## Vanjske poveznice
- Flags of the World